# Stefan Seregard
Stefan Seregard, född 2 maj 1957 i Johannes församling, Stockholm är en svensk ögonläkare och professor i oftalmologi vid Karolinska Institutet.
Seregard blev legitimerad läkare 1986. Specialist i ögonsjukdomar och klinisk patologi 1992. Medicine doktor 1995. Docent i oftalmologi 1997. Adjungerad professor 2004 och professor 2007.
Seregard har kliniskt och forskningsmässigt verkat inom ögontumörområdet samt ögonpatologi vilka tillsammans utgör en för Sverige unik riksspecialitet lokaliserad till S:t Eriks ögonsjukhus i Stockholm. Där blev han 1995 överläkare och 2000 verksamhetschef och ansvarig för tumör- och näthinnesjukvården samt akutögonsjukvården. Han är ansvarig för utbildningen av ögonspecialister.
Seregard var 2008-2010 ordförande i Sveriges ögonläkarförening och 2011-2015 president för European Society of Ophthalmology och är sedan 2016 ordförande I Ögonfonden.
Seregard är ledamot i ett flertal vetenskapliga sällskap inkluderande European Academy of Ophthalmology (stol nr XXI) och Academia Internationalis Ophthalmologica (stol nr LXXI). Under 2011-2015 var han ledamot i styrelsen för International Council of Ophthalmology och han fungerade 2010-2011 som internationell rådgivare för American Academy of Ophthalmology. Stefan Seregard namngavs 2014 som en av världens 100 mest inflytelserika ögonläkare. 
Seregard är son till Ingvar Seregard och sedan 1989 gift med Marie Pers Seregard. Paret har två döttrar.